# Клим Іван Миколайович
Іван Миколайович Клим (псевдо: «Митар», «Бурмач»; 19 січня 1909, с. Старий Мізунь, нині Калуський район, Івано-Франківська область — 9 березня 1944, м. Дрогобич, Львівська область) — повітовий провідник ОУН Долинщини, член Крайового Проводу ОУН Осередніх і Східних Земель.

## Життєпис
Народився 19 січня 1909 року у селі Старий Мізунь, нині Калуського району Івано-Франківської області, Україна (тоді Королівство Галичини та Володимирії, Австро-Угорщина). 
Навчався у Долинській народній школі, а згодом у Стрийській і Рогатинській гімназіях. Потім вивчав право в Ягеллонському університеті у Кракові. 
Член УВО та ОУН з часу її заснування. Політв'язень польських тюрем з 28 жовтня 1933 до 1935 рік. Згодом обіймав посаду повітового провідника Долинщини. 1 березня 1938 року засуджений в місті Стрию до 5 років ув'язнення. Вийшов на волю у вересні 1939.
З початком німецько-радянської війни учасник Похідних груп ОУН, працював у Запорізькій області, а у лютому 1942 разом із Євгеном Стаховим створював структури ОУН на Донбасі.
Заарештований німцями та страчений 9 березня 1944 року в місті Дрогобичі.